# Fritz Dorgerloh
Fritz Dorgerloh (* 26. Oktober 1932 in Dresden; † 3. März 2025 in Potsdam) war ein deutscher evangelischer Theologe. Er war Verantwortlicher für die kirchliche Jugendarbeit in der Deutschen Demokratischen Republik und Mitentwickler des Slogans „Schwerter zu Pflugscharen“.

## Leben
Fritz Dorgerloh absolvierte 1952 das Abitur, dem sich ein Theologiestudium an der Humboldt-Universität zu Berlin anschloss. Von 1956 bis 1957 war er Stipendiat in Basel, sein Vikariat absolvierte er in Potsdam und das Predigerseminar in Brandenburg. Die Ordination erfolgte 1961.
Dorgerloh war ab 1968 Pfarrer in Potsdam. 1974 wurde er Dozent für Qualifikation und Weiterbildung im Bereich Jugendarbeit beim Burckhardthaus in Ost-Berlin, dessen Leitung er 1988 auch übernahm und bis 1997 ausübte. Er war zudem ab 1980 Sekretär der Kommission Kirchliche Jugendarbeit beim Bund  der evangelischen Kirchen der DDR und Vorsitzender des Beirates des Ökumenisches Jugenddienstes.
Fritz Dorgerloh hatte drei Söhne: Hartmut, Stephan und Sebastian Dorgerloh.

## Veröffentlichungen (Auswahl)
- Warum wollen alle gern erwachsen sein?. In: Die Christenlehre 22 (1969), Heft 4, S. 112–114.
- Kirchliche Jugendarbeit – beim Wort genommen und unter dem Gesichtspunkt von KIRCHE betrachtet. In: Die Christenlehre 33 (1980), 167–172.
- Wurzeln heutiger Kirchenentfremdung in der ehemaligen DDR. In: Die Zeichen der Zeit 50 (1996), Heft 1, S. 29–32.
- Geschichte der evangelischen Jugendarbeit, Teil 1, Junge Gemeinde in der DDR, Hannover 1999.
- Die Entwicklung der Friedensdekade in der DDR 1980–1990, in: 20 Jahre Friedensdekade (2001), S. 16–25.